# Pieraldo Ferrante
Pieraldo Ferrante (Firenze, 30 maggio 1938) è un attore, doppiatore e direttore del doppiaggio italiano.
Diplomato all'Accademia nazionale d'arte drammatica, è padre dell'attore e doppiatore Luca Ferrante.

## Filmografia

### Cinema
- Fenomenal e il tesoro di Tutankamen, regia di Ruggero Deodato (1968)
- Il diario di Matilde Manzoni, regia di Lino Capolicchio (2002)
- Viva la sposa, regia di Ascanio Celestini (2015)

### Televisione
- Il segno del comando, regia di Daniele D'Anza – miniserie TV (1971)
- Anna Kuliscioff, regia di Roberto Guicciardini – miniserie TV (1981)
- Un posto al sole – serie TV, un episodio (1996)
- Cronaca nera, regia di Gianluigi Calderone e Ugo Fabrizio Giordani – miniserie TV (1998)
- Avvocati, regia di Giorgio Ferrara – miniserie TV (1998)
- L'ispettore Giusti, regia di Sergio Martino – miniserie TV (1999)
- Commesse – serie TV, episodio 1x05 (1999)
- L'amore oltre la vita, regia di Mario Caiano – film TV (1999)
- Questa casa non è un albergo – serie TV (2000)
- Mio figlio ha 70 anni, regia di Giorgio Capitani – film TV (2000)
- Il ritorno del piccolo Lord, regia di Giorgio Capitani – film TV (2000)
- La squadra – serie TV (2000-2007)
- Incantesimo – serial TV (2001)
- Per amore per vendetta, regia di Mario Caiano – miniserie TV (2001)
- Stiamo bene insieme – serie TV (2002)
- Papa Giovanni - Ioannes XXIII, regia di Giorgio Capitani – miniserie TV (2002)
- Tutti i sogni del mondo, regia di Paolo Poeti – miniserie TV (2003)
- Amiche, regia di Paolo Poeti – miniserie TV (2004)
- Calos cai Agatos, regia di Ugo Frosi – cortometraggio (2005)
- Il capitano – serie TV (2005-2007)
- 48 ore – serie TV (2006)
- R.I.S. - Delitti imperfetti – serie TV, episodio 4x09 (2008)
- Ho sposato uno sbirro – serie TV (2008-2010)
- Distretto di Polizia – serie TV, st. 10 (2010)
- Il tredicesimo apostolo – serie TV, st. 1 (2012)
- Don Matteo – serie TV, episodio 9x16 (2014)

## Prosa radiofonica Rai
- La scala, regia di Ruggero Jacobbi (1965)[1]
- Il processo di Savona, regia di Paolo Giuranna (1966)[2]
- Manon Lescaut (1967)[3]
- Fausto e Anna (1968)[4]
- La Pasqua di Ivan (1968)[5]
- Inverno nel grattacielo (1968)[6]
- Unterdenlinden (1968)[7]
- Giovinezza, giovinezza..., regia di Maurizio Scaparro (1969)[8]
- Il Gattopardo, regia di Umberto Benedetto (1970)[9]
- Noi, i Beatles, regia di Vito Molinari (1971)[10]
- Il Cristo, regia di Carlo Di Stefano (1971)[11]
- Break, regia di Vittorio Melloni (1971)[12]
- La stretta via al profondo Nord, regia di Vittorio Melloni (1972)[13]
- American Blues, regia di Vittorio Melloni (1972)[14]
- Lear, regia di Vittorio Melloni (1973)[15]

## Teatro
- Il ventaglio, di Carlo Goldoni, regia di Vera Bertinetti. Teatro Studio Eleonora Duse di Roma (1964)[16]
- Otello, di William Shakespeare, regia di Beppe Menegatti. Politeama Rossetti di Trieste (1966)[17]
- Questa sera si recita a soggetto, di Luigi Pirandello, regia di Paolo Giuranna. Compagnia del Dramma Italiano, Teatro Alessandro Bonci di Cesena (1967)[18]
- Lazzaro, di Luigi Pirandello, regia di Filippo Torriero. Compagnia del Dramma Italiano, Teatro Alessandro Bonci di Cesena (1969)[19]
- Fleur de cactus, di Pierre Barillet e Jean-Pierre Gredy, regia di Carlo Di Stefano. Compagnia di prosa Alberto Lupo e Valeria Valeri, Teatro Alessandro Bonci di Cesena (1969)
- Gli industriali del ficodindia, di Massimo Simili, regia di Maurizio Scaparro. Teatro Stabile di Catania (1969)[20]
- Baciami Alfredo, di Carlo Terron, regia di Carlo Di Stefano. Compagnia di prosa Alberto Lupo e Valeria Valeri, Teatro Alessandro Bonci di Cesena (1970)[21]
- Bacchidi, di Tito Maccio Plauto, regia di Daniele D'Anza. Compagnia INDA, Teatro Grande (Pompei) (1970)[22]
- La dodicesima notte, di William Shakespeare, regia di Filippo Torriero. Compagnia Spettacoli classici di Pofi (1973)[23]
- Così è (se vi pare), di Luigi Pirandello, regia di Filippo Torriero. Teatro Marrucino di Chieti (1974)[24]
- Gallina vecchia, di Augusto Novelli, regia di Mario Ferrero. Teatro Valle di Roma (1978)[25]
- La valle della paura, di Arthur Conan Doyle, regia di Pier Latino Guidotti. Teatro Stabile del Giallo di Roma (1988)[26]
- Dieci piccoli indiani, di Agatha Christie, regia di Pier Latino Guidotti. Compagnia Teatro Stabile del Giallo di Roma, Teatro Erba di Torino (1990)[27]
- Il mastino dei Baskerville, di Arthur Conan Doyle, regia di Sofia Scandurra. Teatro Stabile del Giallo di Roma (1991)[28]
- Delitto retrospettivo, di Agatha Christie, regia di Sofia Scandurra. Teatro Stabile del Giallo di Roma (1998)[29]
- L'alta cucina del delitto, di Rex Stout, regia di Giancarlo Sisti. Teatro Stabile del Giallo di Roma (1999)[30]
- La morte sul fiume, di Agatha Christie, regia di Sofia Scandurra. Teatro Stabile del Giallo di Roma (1999)[31]
- Il malinteso, di Albert Camus, regia di Mario Ferrero. Teatro Ghione di Roma (2001)[32]
- Diario di Anna Frank, di Anna Frank, regia di Francesca Tatulli. Compagnia del Teatro Stabile del Lazio, Teatro Sociale di Gemona del Friuli (2006)[33]
- L'isola degli schiavi, di Pierre de Marivaux, regia di Francesca Tatulli. Teatro L'Orangerie di Roma (2006)

## Doppiaggio

### Cinema
- César Olmo in Cobra Mission 2
- Ray Charleson ne Il vendicatore
- Burtt Harris in Hudson Hawk - Il mago del furto
- Steve Zahn in The War - Il pianeta delle scimmie
- Michael Nouri in Scoprendo Forrester
- Michael Heath in Oliver Twist
- Miklòs Hajdu in White God - Sinfonia per Hagen
- Lawrence P. Searles in In the Blood
- George Touliatos in Una spia non basta
- Jean-Pierre Clami in Troppo amici
- Patrick Duffy in Ancora tu!
- Jay Brazeu in Far Cry
- Charles C. Stevenson Jr. in Comportamenti molto... cattivi
- Len Cariou in Prisoners
- Ben Carter in Michael Shayne va all'ovest (ridoppiaggio)
- Jack Taylor ne L'ultimo inquisitore
- Michael Shikany in Selma - La strada per la libertà
- Warren Buffett in Entourage
- John Maclaren in Wargames 2 - Il codice della paura
- Martin Gordon in Rogue One: A Star Wars Story
- Claes Ljungmark in La spia
- Hal Linden in You People

### Film d'animazione
- Sergente Zombo in Iridella e il ladro di stelle
- Stockard in Titanic - La leggenda continua
- Arcidiacono ne Il gobbo di Notre Dame II
- Avventore nº 2 in Pom Poko
- Sergente ne Il cavaliere Rusty e il regno del pericolo
- Saggio F in Appleseed
- Kenzo Kabuto in Mazinkaiser
- Nezu in Akira (ridoppiaggio)

### Serie televisive
- Jed Allan in Santa Barbara, Walker Texas Ranger
- David Canary ne La valle dei pini
- Kike Diaz de Rada ne Il segreto
- Felipe Vélez in Cuore ribelle
- Boy Olmi in Colpo di fulmine
- Ray McKinnon in Comanche Moon
- James Brolin ne Il segreto di Fortune
- Bill Cobbs in Ti amerò per sempre
- Christian Aubert in Felicity
- Joel Brooks in Six Feet Under
- Peter MacLean in Galactica
- Le Tari ne Il mio amico Arnold (st. 5-7)
- Gerry Bednob in Wilfred
- Edward Juanz in Relic Hunter
- Philip Jackson in Hustle - I signori della truffa
- Michael St.John Smith ne Le streghe dell'East End
- Yusef Bulos in Sex and the City
- Hugh Dane in Wet Hot American Summer: First Day of Camp
- Rocco Sisto in Alias
- Nigel Terry in Miss Marple
- Dan Leegant in X-Files

### Serie animate
- Man-At-Arms in He-Man e i dominatori dell'universo (st. 1)
- Zar in Storie della mia infanzia
- Dott. Foyle in Dottor Dog
- Leopold ne Il piccolo Mozart
- Wallace Shawn e Greg Kinnear in BoJack Horseman
- Ochira in Lalabel
- Goriba e Tolse in Starzinger
- Sunturion e Jerrik in Iron Man
- Anziano Paziente in Tokyo Ghoul: Pinto
- Carter Pewterschmidt (st. 3) in I Griffin
- Erio Kureh (ep. 4) ed Eisaku Suzuki in Kengan Ashura

### Videogiochi
- Doppia H in Beyond Good & Evil[34]
- Gregorio De Gregoris in Puppeteer
- Martian Manhunter in Justice League Heroes[35]